# Колумбия (округ, Пенсильвания)
Округ Колумбия (англ. Columbia County) располагается в штате Пенсильвания, США. Официально образован 22 марта 1813 года. По состоянию на 2010 год, численность населения составляла 67 295 человека.

## География
По данным Бюро переписи США, общая площадь округа равняется 1269,101 км², из которых 1258,741 км² — суша и 4,000 км² или 0,870 % это — водоёмы.

## Население
По данным переписи населения 2000 года в округе проживает 64 151 жителей в составе 24 915 домашних хозяйств и 16 568 семей. Плотность населения составляет 51,00 человек на км2. На территории округа насчитывается 27 733 жилых строений, при плотности застройки около 22,00-x строений на км2. Расовый состав населения: белые — 97,59 %, афроамериканцы — 0,80 %, коренные американцы (индейцы) — 0,15 %, азиаты — 0,52 %, гавайцы — 0,03 %, представители других рас — 0,33 %, представители двух или более рас — 0,58 %. Испаноязычные составляли 0,95 % населения независимо от расы.
В составе 27,70 % из общего числа домашних хозяйств проживают дети в возрасте до 18 лет, 53,80 % домашних хозяйств представляют собой супружеские пары проживающие вместе, 8,70 % домашних хозяйств представляют собой одиноких женщин без супруга, 33,50 % домашних хозяйств не имеют отношения к семьям, 26,60 % домашних хозяйств состоят из одного человека, 11,80 % домашних хозяйств состоят из престарелых (65 лет и старше), проживающих в одиночестве. Средний размер домашнего хозяйства составляет 2,42 человека, и средний размер семьи 2,90 человека.
Возрастной состав округа: 20,80 % моложе 18 лет, 14,30 % от 18 до 24, 25,90 % от 25 до 44, 23,10 % от 45 до 64 и 23,10 % от 65 и старше. Средний возраст жителя округа 38 лет. На каждые 100 женщин приходится 90,80 мужчин. На каждые 100 женщин старше 18 лет приходится 87,80 мужчин.